# شیر قهوه

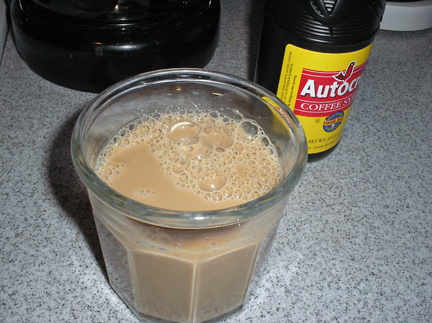
شیر قهوه

شیر قهوه (به انگلیسی: Coffee milk) یک نوشیدنی که از ترکیب قهوه با شیر تولید می‌شود. شیر قهوه نوشیدنی اصلی ایالت رود آیلند در آمریکا است. شربت قهوه و کنسانتره شیر عناصر اصلی در شیر قهوه است. 

## تاریخچه
در حالی که منبع شیر قهوه دقیق مشخص نیست، منابع متعددی آن را به قرن ۱۹ میلادی به مهاجران ایتالیایی در پراویدنس، رود آیلند رجوع می‌دهند. در بخش‌های جنوب شرقی نیو انگلند می‌توان آن را در قفسه‌های فروشگاه‌های لبنی در کنار شیرهای طعم دهنده دیگری یافت. شیر قهوه یک مورد معمول در منوهای داینر، سالن‌های ناهارخوری دانشگاه و با شراب‌های گرم در رستوران‌های نیویورک همراه است. محبوبیت و در دسترس بودن شیر قهوه در رود آیلند متمرکز می‌شود. ایالت رود آیلند در سال ۱۹۹۳ پس از رقابت با لیموناد دل، یکی دیگر از موسسات رود آیلند، شیر قهوه را به عنوان نوشیدنی رسمی خود معرفی کرد.